# REI (イラストレーター)
REI（れい、7月11日生）は、台湾の女性イラストレーター、キャラクターデザイナー。
ペンネームの由来は『新世紀エヴァンゲリオン』の綾波レイから。

## 活動
日本で活動（商業ベースの仕事）をしている萌え方面の台湾人イラストレーターとしては最も有名な1人である。
台湾本国ではマスコットキャラクターのデザイン（台湾郵政など）を手がけたり、アニメ雑誌の表紙を描いたりするなど名の通った存在である。同人活動も積極的に行っているが、近年日本のイベント会場に本人は来場していない。 以前は鶴崎貴大、最近はSMEEでの原画繋がりであめとゆきと合同でサークル参加するケースが増えている。
アダルトゲーム「マジカライド」にて原画デビュー。

## 嗜好
昔はイラストレーターのみつみ美里の熱烈なファンである。趣味は紅茶、ねんどろいど収集がライフワークらしい。

## 作品

### キャラクターデザイン・原画
- しゅ〜てぃんぐ妹スター☆ 〜おにいちゃん、覚悟しててよね♪〜（Grand Cru） 2011年3月31日発売(遥、凪、嵐)
- 放課後キッチン（あてゅ・わーくす） 2011年11月25日発売（深海鈴乃）
- マジカライド（すたじお緑茶） 2008年7月4日発売、中国語版「魔女騎士」（未来数位） 2009年1月31日発売
- フレラバ 〜Friend to Lover〜（SMEE） 2013年6月28日発売（望月理奈）

### 挿絵
- 謝謝你!壞運1～4（B.L.著）（台湾国際角川書店出版）
- すいーとブラッド1～2（著者：三原みつき）（MF文庫J）
- 怪物美眉シリーズ1～7（鮮鮮文化）
- 桃楽絲遊戯1・2（久本冶著）（春天出版）
- 彼女はとても溶けやすい（電撃文庫）

### 連載
- パステルポスト（マンガノベル） - ウェブコミック 2007年 – 2008年 連載
- E☆2のイラストコラム「萌えっ娘写真館」連載

### その他
- 台湾の同人ショップ、グリーンウッドのマスコットキャラ「みどり」とメインビジュアル担当
- 台湾のコスチューム喫茶Cafe Cosicのメインビジュアル担当
- 台湾の艦これオンリーイベント、西門鎮守府にてイラスト担当